# Orchid Album
Orchid Album (abreviado Orchid Album) fue una revista científica con ilustraciones y descripciones botánicas que fue editado por Benjamin Samuel Williams y publicada en Londres desde 1882 hasta 1897 con el nombre de Orchid Album, comprising coloured figures and descriptions of new, rare and beautiful orchidaceous plants. Conducted by Robert Warner and Benjamin Samuel Williams; the botanical descriptions by Thomas Moore; the coloured figures by John Nugent Fitch.